# Partit Socialdemòcrata dels Treballadors (Països Baixos)
Partit Socialdemòcrata dels Treballadors (neerlandès Sociaal Democratische Arbeiders Partij, SDAP) fou un partit polític neerlandès fundat a Zwolle el 1894, d'ideologia socialista, per membres de la Lliga Socialdemòcrata (SDB), després del conflicte entre les fraccions anarquista i reformista a la Conferència de Groningen de 1893, per Piter Jelles Troelstra i altres militants procedents de Frísia, Groningen, Amsterdam i Rotterdam, així com advocats, vicaris i mestres.

## Orígens
El seu programa era una còpia del Programa d'Erfurt del Partit Socialdemòcrata Alemany (SPD), i el mateix 1894 fou reconegut per la Primera Internacional com a secció neerlandesa, cosa que l'obrí en militància als sindicats. Era contrari a la monarquia i partidari del desarmament de l'exèrcit, contrari al control de les esglésies a la societat.
Es presentà per primer cop a les eleccions de 1897 i va obtenir dos escons, un d'ells per al seu cap Piter Jelles Troelstra, i donà suport la política social del govern liberal. El 1900, amb diners rebuts de Berlín, va fundar el diari Het Volk, òrgan del partit; a les eleccions de 1901 va passar a 6 diputats, però el nou govern del Partit Antirevolucionari els va ignorar. Va estar darrere de les vagues generals del port i ferrocarrils de 1903, que foren duríssimament reprimides, i això provocà la divisió del partit entre moderats (Troelstra) i marxistes ortodoxos, agreujada quan en el Congrés d'Amsterdam de 1904 la Internacional va prohibir-hi la militància als revisionistes. Però aquests van guanyar a les eleccions de 1905 i donaren suport als liberals, partidaris del sufragi universal per llei. El 1907 els marxistes ortodoxos de David Wijnkoop fundaren el diari De Tribune, i quan aquest fou expulsat del partit el 1909 fundà el Partit Socialdemòcrata (SPD), germe del Partit Comunista dels Països Baixos.
A les eleccions legislatives neerlandeses de 1909 mantingué els 7 escons, però els liberals van perdre la majoria, de manera que va augmentar la seva campanya extraparlamentària a favor del sufragi universal per a homes i dones, sense distinció de classe. Després d'una manifestació (Roode Dinsdag, Dimarts Roig) al Prinsjesdag de La Haia va presentar la petició al parlament, però fou rebutjada per la reina Guillermina. Alhora, es fundà la secció femenina Samen Sterk (Junts forts). El 1912 el Roode Dinsdag fou prohibit, però a les eleccions de 1913 va treure 15 escons. No va voler participar en el govern, sabent que el seu programa no es podia realitzar, però formà part d'un gabinet extraparlamentari on es reclamà el sufragi universal, la jornada laboral de 8 hores i una pensió als jubilats. Després de les eleccions municipals de 1913, però, acceptà governar amb els liberals a Amsterdam i Zaandam.

## La deriva revolucionària
Durant la Primera Guerra Mundial donà suport la política de neutralitat armada, però això provocà que els aliats bloquegessin els ports neerlandesos, escassetat i vagues durament reprimides. Això provocà que molts militants es passessin al Partit Socialdemòcrata. El 17 de setembre de 1916 organitzà una manifestació per a demanar el sufragi femení, amb 40.000 participants. Tot i que el 1918 es canvià la constitució per a fer sufragi universal, el sufragi femení no fou efectiu fins al 1922.
A les eleccions legislatives neerlandeses de 1918 va obtenir 22 escons, però els confessionals obtingueren majoria. Quan esclatà la revolució espartaquista a Alemanya, Troelstra demanà la dimissió del govern i esperà suport de la policia i l'exèrcit per a la revolució, però això no es va produir. El seu prestigi va restar molt tocat, tot i que el Congrés del SDAP de 1919 el va mantenir en el càrrec. Alhora, guanyà les eleccions municipals de 1919 i formà part de molts governs municipals.

## Institucionalització del partit
Entre 1919 i 1939 va incrementar els seus escons, però la resta de partits eren refractaris a governar amb ells. Va moderar el seu programa, el 1934 rebutjà el desarmament del país, moderà el seu republicanisme i enfocà el programa a les millores de la classe treballadora i no a la revolució. El 1935 publicà el Plan van de Arbeid, on reclama augmentar el treball, protegir el desempleu i nacionalitzar empreses vitals. Un grup de marxistes ortodoxos dirigits per De Kadt abandonà el partit per fundar el trotskista Partit Socialista Revolucionari (RSP); després d'haver mostrat comprensió durant la sublevació dels mariners de De Zeven Provinciën, es prohibí als soldats militar en el SDAP.
El 1939, però foren cridats a formar govern de coalició nacional De Geer, i quan el país fou invadit pels nazis van formar part del govern a l'exili de Londres. Els nazis el van prohibir el 1940 i molts dels seus membres s'uniren a la Resistència. En acabar la Segona Guerra Mundial va decidir unir-se als liberals d'esquerra de la Lliga Democràtica per la Llibertat de Pensament (VDB) i als cristians socialistes de la Unió Demòcrata Cristiana (CDU) per a formar el Partit del Treball.

## Resultats electorals
| Any  | Líder                   | Vots    | %        | Escons   | +/–           | Govern        |
| ---- | ----------------------- | ------- | -------- | -------- | ------------- | ------------- |
| 1897 |                         | 12,312  | 3.0      | 2 / 100  | 2             | Suport extern |
| 1901 | 36,981                  | 9.5     | 6 / 100  | 4        | Oposició      |               |
| 1905 | 65,561                  | 11.2    | 6 / 100  | =        | Suport extern |               |
| 1909 | 82,855                  | 13.9    | 7 / 100  | 1        | Oposició      |               |
| 1913 | 142,185                 | 18.5    | 17 / 100 | 10       | Suport extern |               |
| 1917 |                         |         | 15 / 100 | 2        | Suport extern |               |
| 1918 | Pieter Jelles Troelstra | 296,145 | 22.0     | 22 / 100 | 7             | Oposició      |
| 1922 | Pieter Jelles Troelstra | 567,769 | 19.4     | 20 / 100 | 2             | Oposició      |
| 1925 | Willem Albarda          | 706,689 | 22.9     | 24 / 100 | 4             | Oposició      |
| 1929 | Willem Albarda          | 804,714 | 23.8     | 24 / 100 | =             | Oposició      |
| 1933 | Willem Albarda          | 798,632 | 21.5     | 22 / 100 | 2             | Oposició      |
| 1937 | Willem Albarda          | 890,661 | 21.9     | 23 / 100 | 1             | Oposició      |

## Membres il·lustres
- Jacob Israël de Haan, escriptor